# FC Florești
El FC Florești es un club de fútbol de Moldavia de la ciudad de Florești. Fue fundado en 2017 y juega la Liga 1 de Moldavia.

## Palmarés
- Liga 1 de Moldavia

Campeón (2): 2019, 2023-24
- Liga 2 de Moldavia

Campeón (1): 2017